# Jan Novák (politolog)
Jan Novák (* 29. dubna 1975 Ostrava-Vítkovice) je český politik, politolog a kariérní státní úředník. V letech 2006 až 2010 působil jako vedoucí Úřadu vlády České republiky. Pracoval v Kanceláři prezidenta republiky za Václava Havla a Václava Klause. Působil jako náměstek ředitele Národního bezpečnostního úřadu. Od roku 2015 byl ředitelem Sekce administrativní Kanceláře prezidenta republiky. Na základě výběrového řízení byl v lednu 2023 jmenován ředitelem Správy Pražského hradu. Funkce v Kanceláři prezidenta republiky zastával do března 2023. Psalo se o něm jako o příteli Mirka Topolánka a Marka Dalíka. Janu Fischerovi vedl prezidentskou kampaň. Věnuje se otázkám české státnosti, státní symboliky a vyznamenání. Je odborníkem v oblasti vnitřní bezpečnosti. Od července 2024 je předsedou politického hnutí Hlas samospráv.

## Politická kariéra
V letech 1994–1995 pracoval jako stážista v Kanceláři prezidenta republiky. Později zde působil v sekretariátu kancléře Ivana Medka jako specialista pro oblast vnitřní bezpečnosti a tajemník komise pro státní vyznamenání. V letech 1999–2003 pracoval v Politickém odboru KPR. V roce 2003 byl jmenován ředitelem Bezpečnostního odboru a bezpečnostním ředitelem Kanceláře prezidenta republiky. Jako vedoucí Úřadu vlády ČR nastoupil 5. září 2006 za vlády Mirka Topolánka. V pozici pokračoval za vlád Jana Fischera a Petra Nečase. Byl členem Výboru pro zpravodajskou činnost. Funkci ukončil 31. července 2010.
V letech 2010–2012 pracoval jako náměstek ředitele Národního bezpečnostního úřadu. Byl zodpovědný za státní dozor, oblast fyzické a administrativní bezpečnosti a za kancelář ředitele NBÚ. Byl držitelem nejvyšších bezpečnostních prověrek České republiky a NATO. Ty si však již neobnovil, protože pro výkon jeho současné funkce je předepsán stupeň Vyhrazené a podle zákona lze o prověrku žádat pouze, pokud ji osoba potřebuje k výkonu funkce.
Vedl politickou kampaň na prezidenta ČR Janu Fischerovi.
V letech 2014–2015 působil jako externí poradce Kanceláře prezidenta republiky a spolupracoval s analytickým odborem Pražského hradu. Od 1. dubna 2015 byl ředitelem Sekce administrativní Kanceláře prezidenta republiky. Řídil mimo jiné útvar pro styk s veřejností, Odbor památkové péče, Oddělení personální, Archiv Pražského hradu a Archiv Kanceláře prezidenta republiky. V letech 2015 až 2022 byl zároveň pověřen řízením Odboru bezpečnostního Kanceláře prezidenta republiky (vyjma oblasti utajovaných informací, za které odpovídá bezpečnostní ředitelka KPR L. Nováková, podřízená podle zákona přímo vedoucímu KPR). 
Dlouhodobě se věnuje otázkám české státnosti, státní symboliky a vyznamenání: V letech 2000–2001 organizoval výstavu na Pražském hradě, kde byla poprvé vystavena vyznamenání všech prezidentů od roku 1918 a všechny historické podoby Řádu Bílého lva. V roce 2009 byl spoluautorem výstavy v Hrzánském paláci v Praze, kde se soustředila současná vyznamenání všech členských zemí Evropské unie . Dal námět k výstavě Doteky státnosti v Jízdárně Pražského hradu a podílel se na její realizaci u příležitosti 100. výročí republiky . Účastnil se příprav expozice V základech státnosti, která v lednu 2018 představila v Císařské konírně Pražského hradu originály archiválií a předmětů z počátků našeho státu . Podílel se na výstavě českých korunovačních klenotů v roce 2018 . Je autorem myšlenky vystavit české korunovační klenoty v roce 2023 v katedrále sv. Víta, jako ředitel SPH se podílel na organizačním zajištění vystavení.
Je spoluautorem a hlavním editorem knih Veritas Vincit (o 100 letech KPR), Státní symboly na Pražském hradě a Pražský hrad – srdce českého státu.
Je hlavním autorem Muzea Řádu Bílého lva, které otevřel v reprezentačních prostorách Pražského hradu v roce 2022 prezident republiky u příležitosti 100 let od založení nejvyššího státního vyznamenání ČR.
Je spoluzakladatelem a předsedou správní rady obecně prospěšné společnosti Dny české státnosti, která ve spolupráci se státními institucemi, médii a soukromými subjekty pořádá oslavy státního svátku 28. září a realizuje další projekty propagující českou státnost a demokratické tradice České republiky.
Jako vedoucí Úřadu vlády inicioval a v letech 2006–2009 vedl rekonstrukci vily Hany a Edvarda Benešových v Sezimově Ústí do původní podoby. Vila byla zpřístupněna veřejnosti.[zdroj⁠?!]
Podílel se na dalších výstavách a projektech: mj. Karel a Naděžda Kramářovi doma (Kramářova vila, 2007), Symboly republiky – historické kořeny oficiální české státní symboliky (Hrzánský palác, 2007), Jedni z nás… političtí vězni 50. let (putovní výstava, 2008), Projekt Česká státní hymna (2008), Projekt Prodaná nevěsta – česká opera oper (Národní divadlo, 2009), Vojáci republiky v poli 1914 – 2010 (Strakova akademie, 2010), Cesty české ústavnosti (Hrzánský palác, 2010), Symboly republiky – pilíře české státnosti (od 2010 stálá expozice v Hrzánském paláci), Projekt obnovené premiéry filmu Svatý Václav (Rudolfinum, 2010), Česká měna – české bankovky 1993 až 2011 (kniha a divadelní představení, Národní divadlo, 2011), Vzkazy domů (kniha a divadelní představení, Národní divadlo, 2012), Pozor, vysíláme! (kniha, 2013), Můj stát – státní symboly pro žáky škol (kniha a výstavy, 2014 a 2015).
Je držitelem Záslužného kříže, III. stupně (Ministerstvo obrany České republiky), Pamětní medaile Vojenské kanceláře prezidenta republiky nebo Pamětního odznaku Hradní stráže.
V lednu 2023 jej vedoucí Kanceláře prezidenta republiky Vratislav Mynář jmenoval do funkce ředitele Správy Pražského hradu, a to na základně doporučení výběrových komisí, které fungovaly v rámci otevřeného výběrového řízení. Příspěvkovou organizaci Správa Pražského hradu přitom vedl již od října 2022, kdy byl odvolán tehdejší dlouholetý ředitel Ivo Velíšek a Novák byl řízením organizace dočasně pověřen. V polovině března 2023, týden po nástupu nového prezidenta Petra Pavla, oznámil, že dal k dispozici svou funkci šéfa administrativní sekce Kanceláře prezidenta republiky a požádal i o uvolnění z funkce ředitele Správy Pražského hradu, a to z důvodu dlouhodobého pobytu v zahraničí. Post šéfa Správy Pražského hradu opustil konkrétně k 17. březnu 2023.
V červenci 2024 založil hnutí Hlas samospráv, jehož název se shoduje s označením spolku, který nechal zaregistrovat hejtman Pardubického kraje Martin Netolický ze SOCDEM. Novák se posléze stal prvním předsedou hnutí. Podle Martina Netolického však hnutí HS není nijak spojeno se spolkem, který založil. Následně Netolický s Novákem vydali společné prohlášení, v němž vyjádřili vůli spolupracovat a odmítli, že by název představoval problém. 

## Kontroverze
Jan Novák figuroval jako svědek v kauze Promopro, neboť podepsal smlouvu s firmou Promopro za Úřad vlády ČR. Od začátku trval na tom, že odpovědnost za výběr dodavatele a kontrolu plnění nesla v kauze Promopro podle organizačního řádu a platných směrnic Úřadu vlády ČR sekce přímo řízená vicepremiérem Alexandrem Vondrou. V případu nebyl obviněn a vystupoval jako svědek.
Zároveň podle neprokázaného tvrzení Karla Randáka z období prezidentské kampaně figuruje v kauze nákupů obrněných transportérů Pandur, neboť měl Dalíkovi o tomto obchodu sdělovat utajené informace. Novák to odmítá. V případu nebyl vyšetřován ani obviněn.

## Osobní život
V roce 2009 média informovala o tom, že žije v registrovaném partnerství s Gustavem Slamečkou.